# Герб Люботина
Герб Любо́тина — офіційний символ міста Люботина Харківської області, прийнятий 30 вересня 2008 року рішенням XL сесії V скликання Люботинської міської ради.

## Опис
Герб розділено на дві частини. У верхній частині розташований герб Харківської області: у зеленому щиті перехрещені золотий ріг достатку та золотий кадуцей з срібними крилами та зміями.
У нижній блакитній частині розташовані з правого боку червоні яблука та золоті груші, з лівого боку — срібний молоток і штангенциркуль навхрест, знизу — дві дубові гілки з жолудями.
По краях герб має обрамлення золотистого кольору.

## Символіка
- Зелений колір та ріг достатку з кадуцеєм свідчать про адміністративну приналежність Люботина до Харківської області.
- Блакитний колір позначає велику кількість озер, що розташовані у районі.
- Яблука та груші символізують історичне зайняття люботинців садівництвом.
- Молоток та штангенциркуль вказують на важливу роль у розвитку міста залізничного вузла.
- Зелені листки дуба з жолудями є символом сили, мужності та витривалості.